# Єгорлицька (аеродром)
Єгорлицька (рос. Егорлыкская) — військовий аеродром ВПС Росії розташований поблизу станиці Єгорлицька, в 37 км на південний схід від Зернограда, Ростовська область Росії.

## Історія

### 325-й окремий вертолітний полк
325-й окремий транспортно-бойовий вертолітний полк був сформований в 1977 в Грузії. З 1980 по 1989 брав участь у радянсько-афганській війні. А у травні 1986 — в ліквідації наслідків Чорнобильської катастрофи.
В 1992 цей полк брав участь у грузино-абхазькій війні, а через кілька років і в російсько-чеченській війні.
Між 1992 і 2010 роками полк був оснащений вертольотами Мі-8, Мі-6, Мі-26 і базувався на аеродромі «Єгорлицька». 
Командиром полку у 1999-2000 був Микола Майданов — єдина людина нагороджена одночасно орденами Героя Радянського Союзу та Героя Російської Федерації за бойові заслуги.
У 2010 полк був розформований.